# Clausthal-Zellerfeld
Clausthal-Zellerfeld est une ville de Basse-Saxe, située dans le Haut-Harz, la partie nord-ouest du massif du Harz. Avec une population d'environ 15 000 habitants, elle est une station climatique reconnue et aussi le siège de l'université de technologie de Clausthal. 

## Géographie
En fait, Clausthal-Zellerfeld est essentiellement un regroupement de deux villes : Clausthal (au sud) et Zellerfeld (au nord) ont fusionné en 1924. Clausthal était alors depuis longtemps réputée pour son école des mines et ses édifices, cependant que Zellerfeld était une destination très courue des randonneurs et des skieurs. À compter du 1er janvier 2015, les anciennes villes d'Altenau et de Wildemann, ainsi que l'ancienne municipalité de Schulenberg im Oberharz ont été rattachées administrativement. Aujourd'hui Clausthal-Zellerfeld est la plus grande ville de montagne du haut-Hartz.

### Les quartiers
- Clausthal-Zellerfeld
  - Clausthal
  - Zellerfeld
  - Buntenbock (depuis 1972)
- Altenau-Schulenberg im Oberharz
  - Altenau (avec Torfhaus)
  - Schulenberg im Oberharz
- Wildemann

### Démographie

Statistiques démographiques

| Année | Habitants |
| ----- | --------- |
| 1821  | 12 757    |
| 1848  | 14 739    |
| 1871  | 14 080    |
| 1885  | 13 917    |
| 1905  | 13 758    |
| 1925  | 12 973    |

| Année | Habitants |
| ----- | --------- |
| 1933  | 11 855    |
| 1939  | 11 788    |
| 1946  | 15 786    |
| 1950  | 17 643    |
| 1956  | 15 585    |

| Année | Habitants |
| ----- | --------- |
| 1961  | 15 849    |
| 1968  | 16 468    |
| 1970  | 15 714    |
| 1975  | 16 690    |
| 1980  | 16 270    |

| Année | Habitants |
| ----- | --------- |
| 1985  | 16 250    |
| 1990  | 17 061    |
| 1995  | 16 703    |
| 2000  | 15 413    |
| 2005  | 15 075    |

## Histoire
Selon la légende, une cellule monastique (cella), créée par saint Boniface, existait dans la région déjà au VIIIe siècle. Une abbaye bénédictine dédiée à saint Matthias a été fondée vers l'an 1200 à Zellerfeld, sur la route menant de la ville impériale de Goslar à travers les montagnes du Harz à Osterode. Cette fondation a marqué les débuts du peuplement de la région. À partir de 1235, les domaines faisaient partie du duché de Brunswick-Lunebourg. Le monastère a été dissout en 1431.
L'extraction minière du fer dans la région remonte au XVIe siècle. Le duc Henri II de Brunswick a fait avancer le désenclavement de la région ; en 1529, Zellerfeld a reçu les droits de ville, suivie de Clausthal en 1554. En même temps, l'influence de la Réforme protestante grandissait. Parmi les immigrés figuraient notamment de nombreux mineurs en provenance des monts Métallifères. Pendant la guerre de Trente Ans, avant la bataille de Lutter en 1629, les domaines ont été pillés et saccagés par les troupes de Jean t'Serclaes de Tilly.

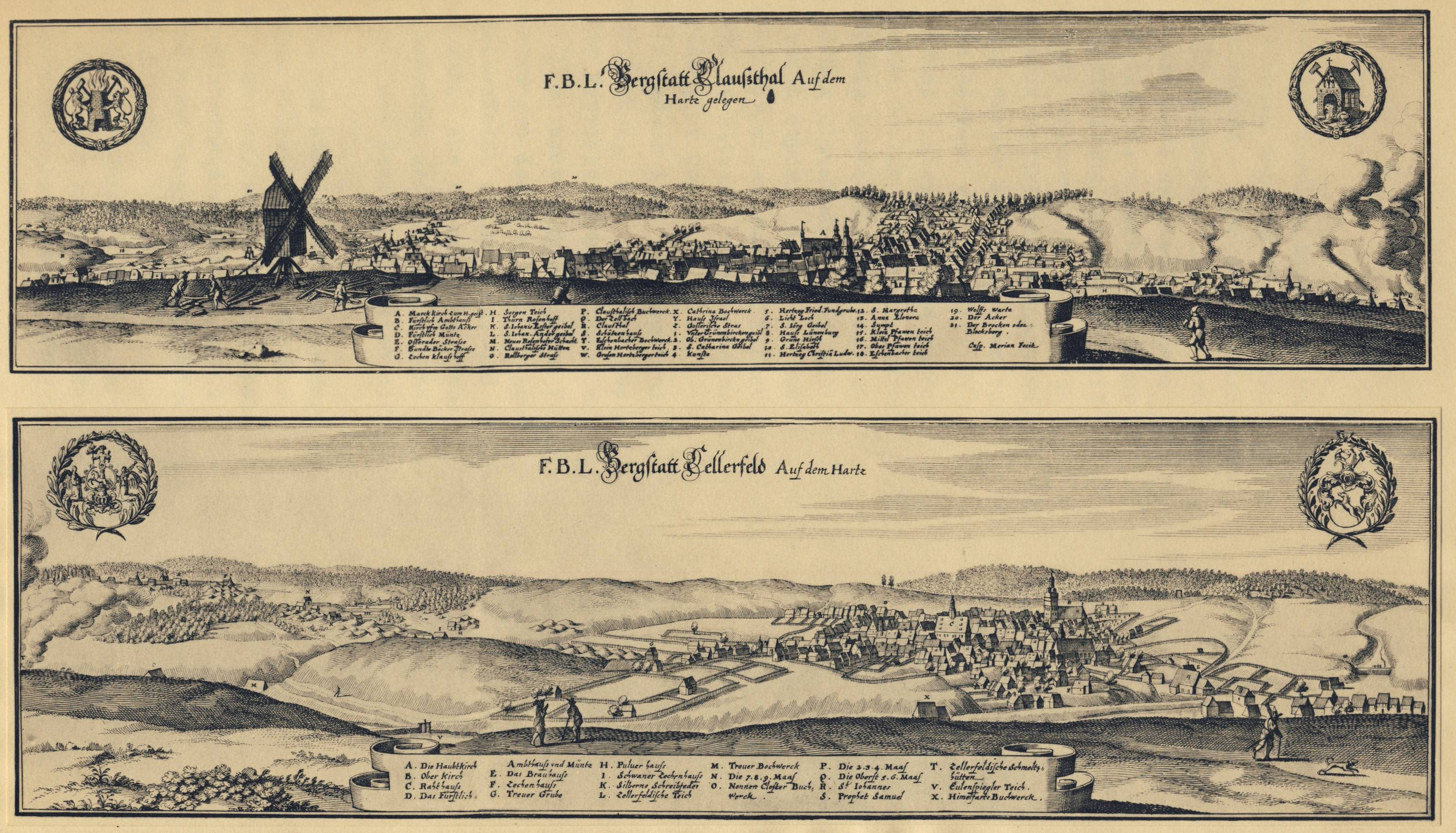
Clausthal et Zellerfeld, gravure de Matthäus Merian (1650).

De 1777 à 1799, la galerie Tiefer Georg a été creusée afin de drainer les exploitations minières. Dès l'an 1788, Clausthal et Zellerfeld appartenaient à l'électorat de Brunswick-Lunebourg puis, de 1807 à 1813, au département du Harz au sein du royaume de Westphalie. À la suite de la décision du congrès de Vienne en 1815, ils sont revenus au nouveau royaume de Hanovre.
C'est ici qu'entre 1831 et 1834, l'ingénieur des mines Wilhelm Albert mit au point le câble de traction moderne. Il supplanta promptement les cordes de chanvre et les chaînes en fer dans les mines, avant de trouver de nouvelles applications, notamment les ponts suspendus. La ligne ferroviaire de l’Innerstes Tal a été inaugurée en 1877 puis prolongée jusqu'à Altenau en 1914. L'impressionnante gare et les 70 édifices historique de la ville ont été anéantis lors du bombardement aérien du 7 octobre 1944, où 92 personnes laissèrent leur vie.
L'un des gros ateliers de production fut l'usine Werk Tanne de Clausthal-Zellerfeld en Basse-Saxe, qui produisait, en 1943-44, 28 000 tonnes de TNT. 
L'activité minière a été abandonnée dans les années 1930 car les veines de minerais étaient épuisées et l'extraction n'était plus rentable. Encore aujourd'hui, il subsiste d'importants vestiges des mines dans cette partie du Hartz, dont certains sont ouverts aux touristes. L'exploitation de la ligne de chemin de fer a été abandonnée en 1976. L'ancienne gare, reconstruite entre 1961 et 1963 après son bombardement en 1944, abrite le syndicat d’initiative ainsi que la bibliothèque municipale.
L’École des mines de Clausthal a été fondée en 1775 pour la formation d’ingénieurs des mines. De nos jours, c'est une école d'ingénieurs polyvalente.

### Conseil municipal
élections locales de 2006 :
- SPD: 19 sièges
- CDU: 9 sièges
- FDP: 3 sièges
- UWG: 2 sièges (indépendants)

## Culture et tourisme

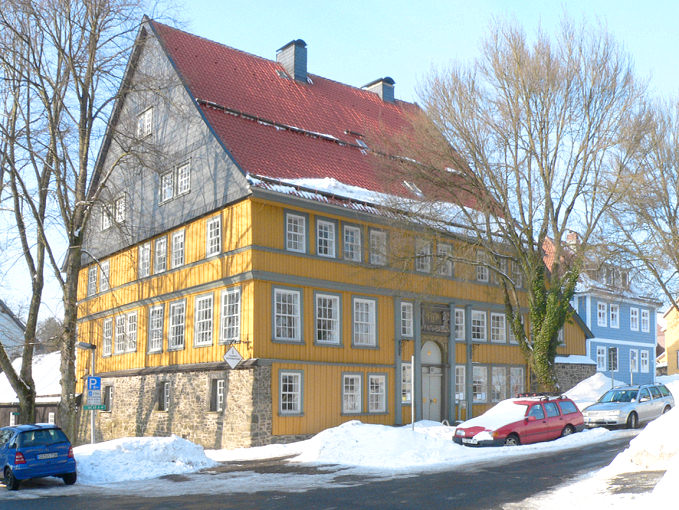
La maison Dietzel (1674), abrite aujourd'hui le syndicat d'initiative.

- Société hydroélectrique de l'Oberharz

### Musées
- Musée des Mines du Haut-Hartz
- Écomusée de l'Université de Technologie de Clausthal

### Patrimoine architectural

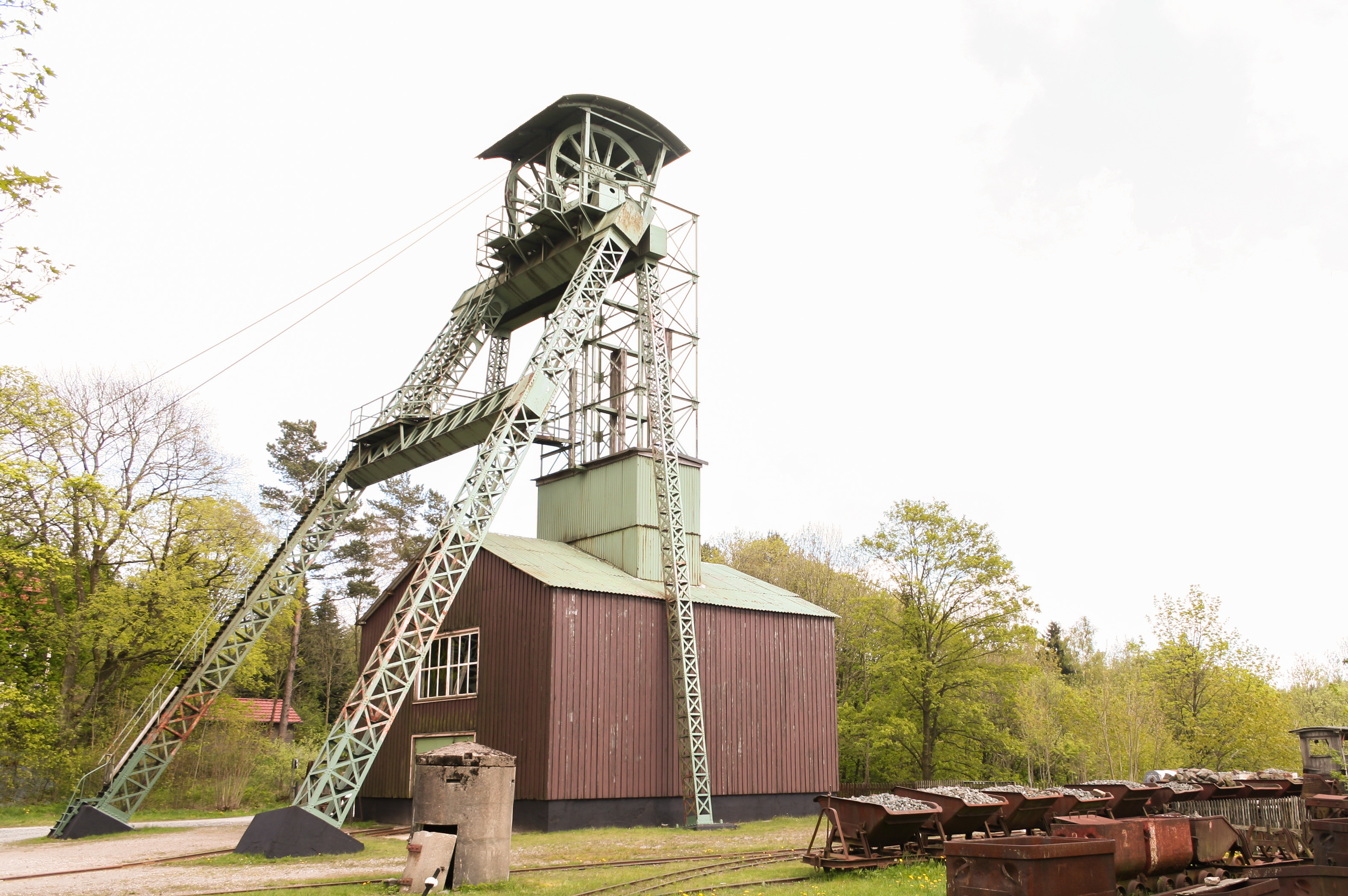
Le chevalement en acier d'Ottiliae, à Clausthal-Zellerfeld, est le plus ancien chevalement encore intact d'Allemagne (1876).
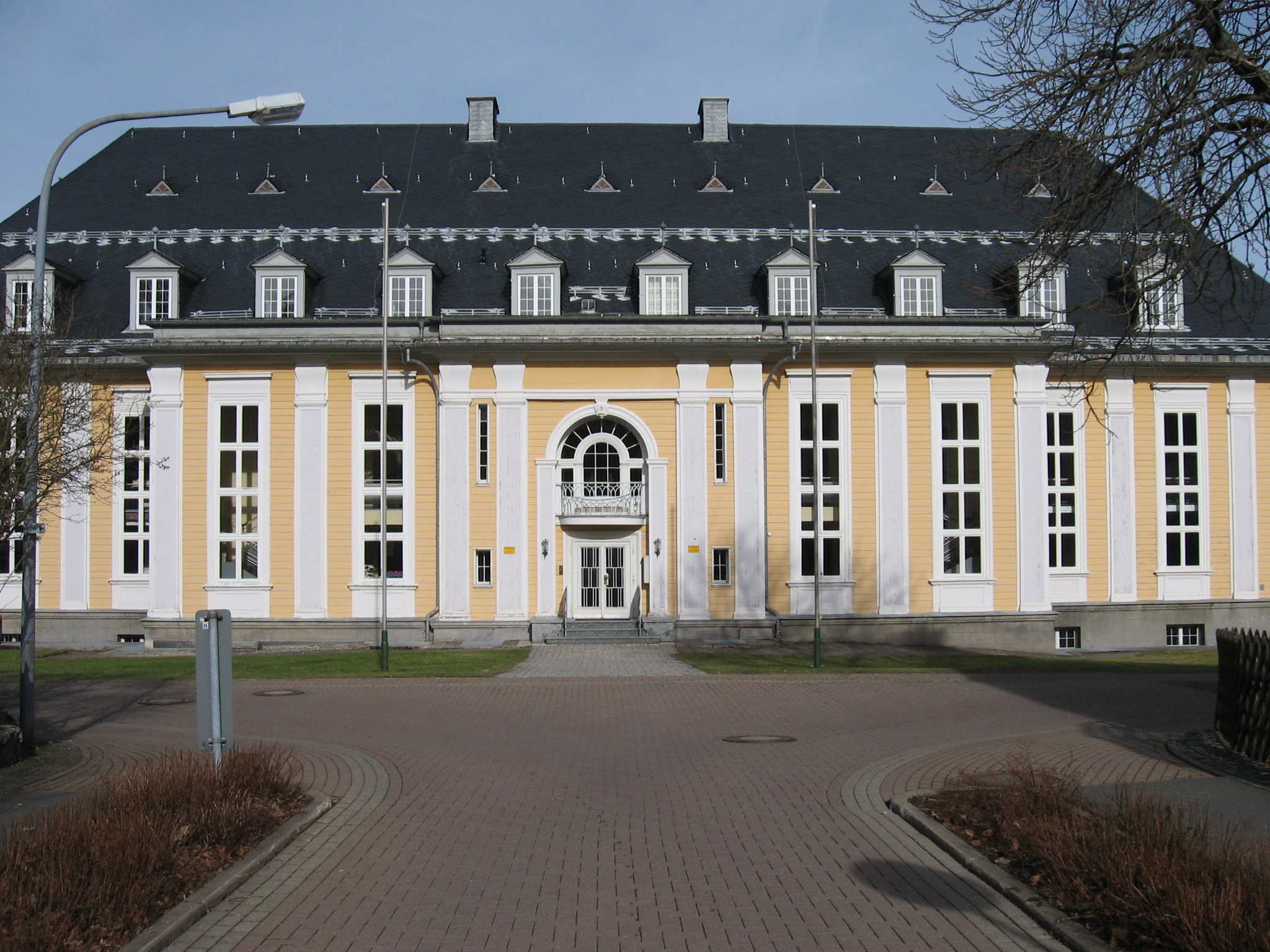
Le siège de l'université technique de Clausthal
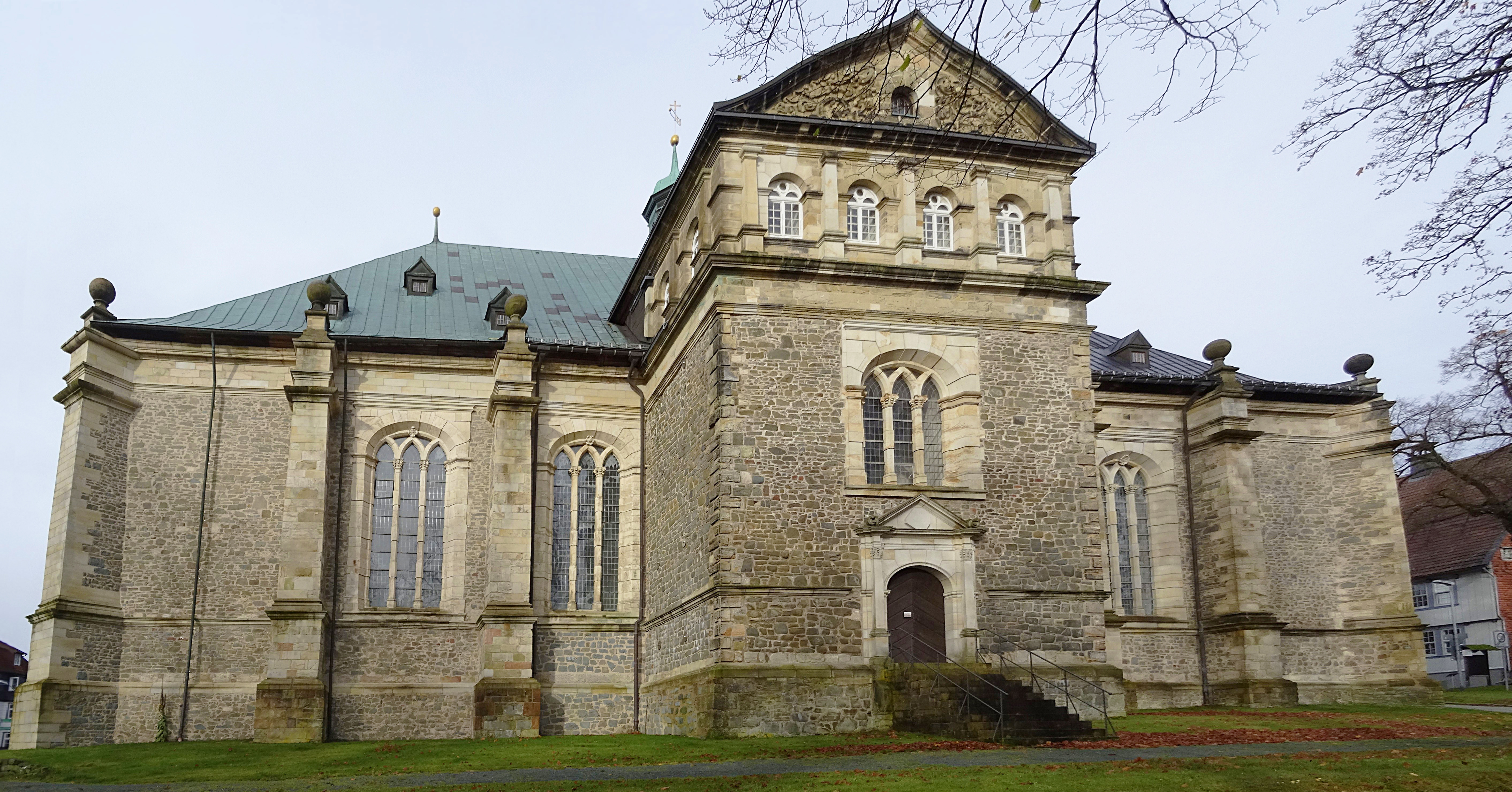
Le temple protestant du Saint-Sauveur
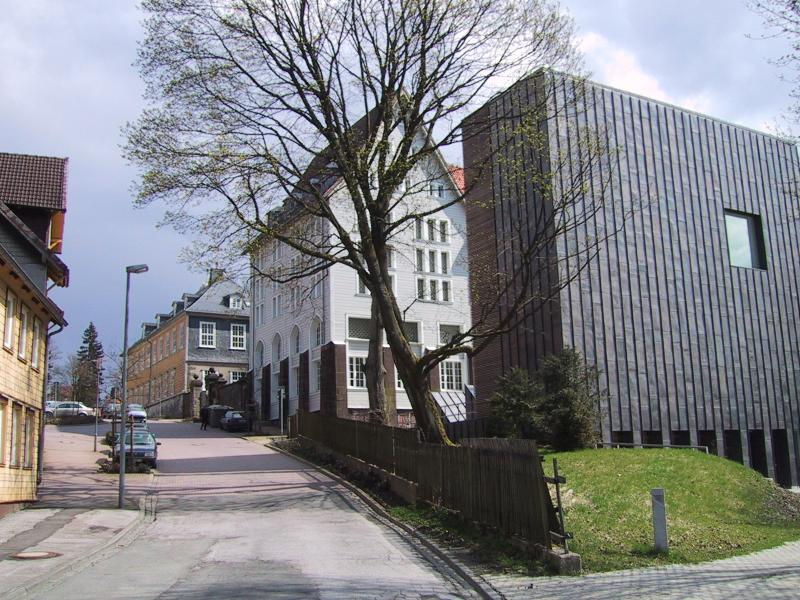
La Direction des Mines de Clausthal (1726-30)
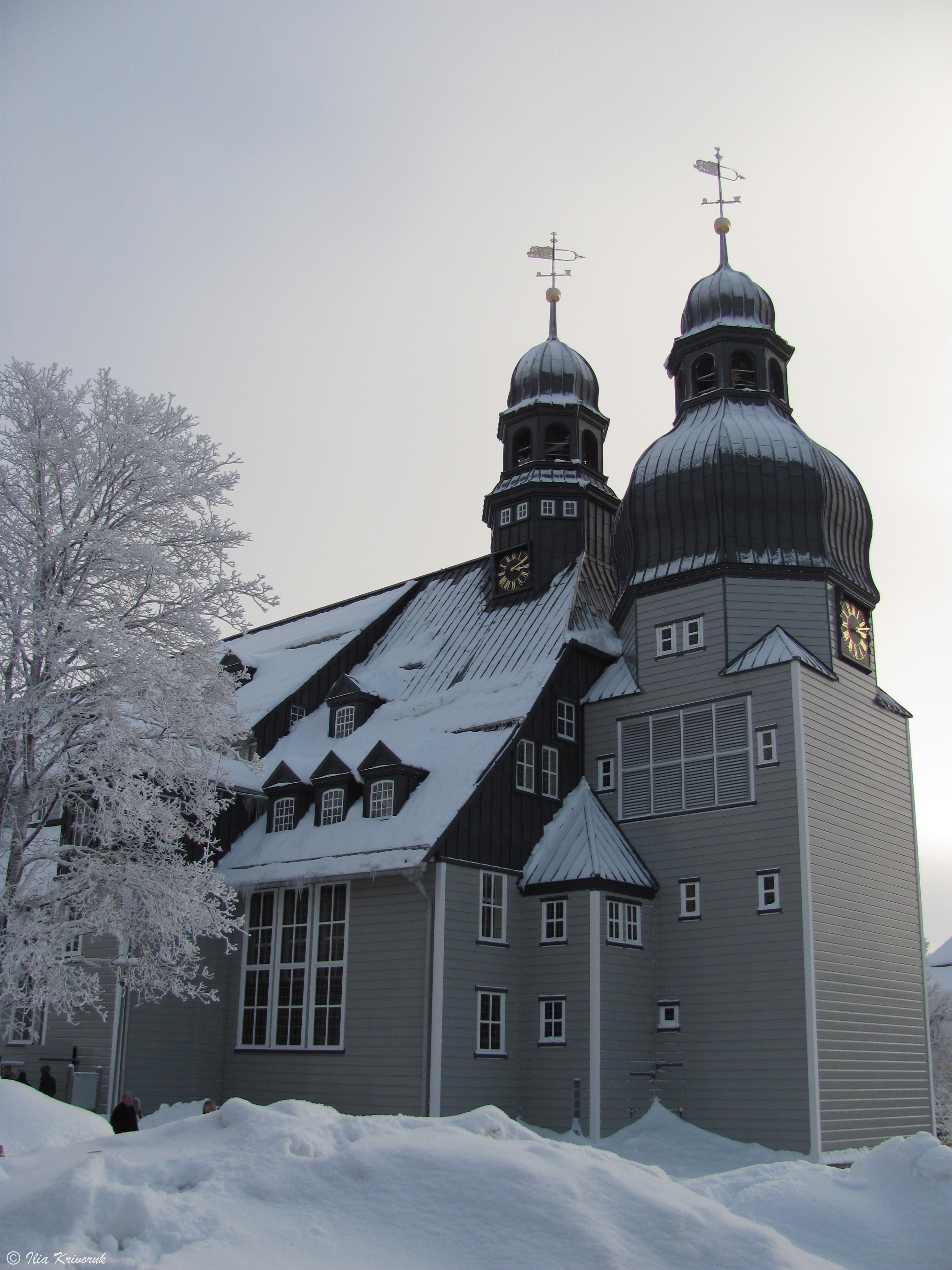
l’Église du Marché de Clausthal un jour d'hiver

- Les moulins du réservoir du Haut-Hartz, qui actionnaient les machines des mines
- l’Église du Marché de Clausthal (édifiée entre 1639 et 1642, clocher de 1637) est la plus grande église en charpente d'Allemagne : elle compte 2200 places.
- La vénérable Bergapotheke (1674), avec sa devanture en bois sculpté, est la plus ancienne pharmacie de Zellerfeld.
- Le temple protestant du Saint-Sauveur de Zellerfeld (1674-83)
- L'atelier des Monnaies de Clausthal (1617–1849)
- La Direction des Mines de Clausthal (1726-30)
- La maison Dietzel (1674), à Zellerfeld
- L'ancienne gare, détruite en 1944 et reconstruite de 1961 à 1963
- La maison natale de Robert Koch

### Jumelages
- L'Aigle, France[2]

### Personnalités liées à Clausthal-Zellerfeld

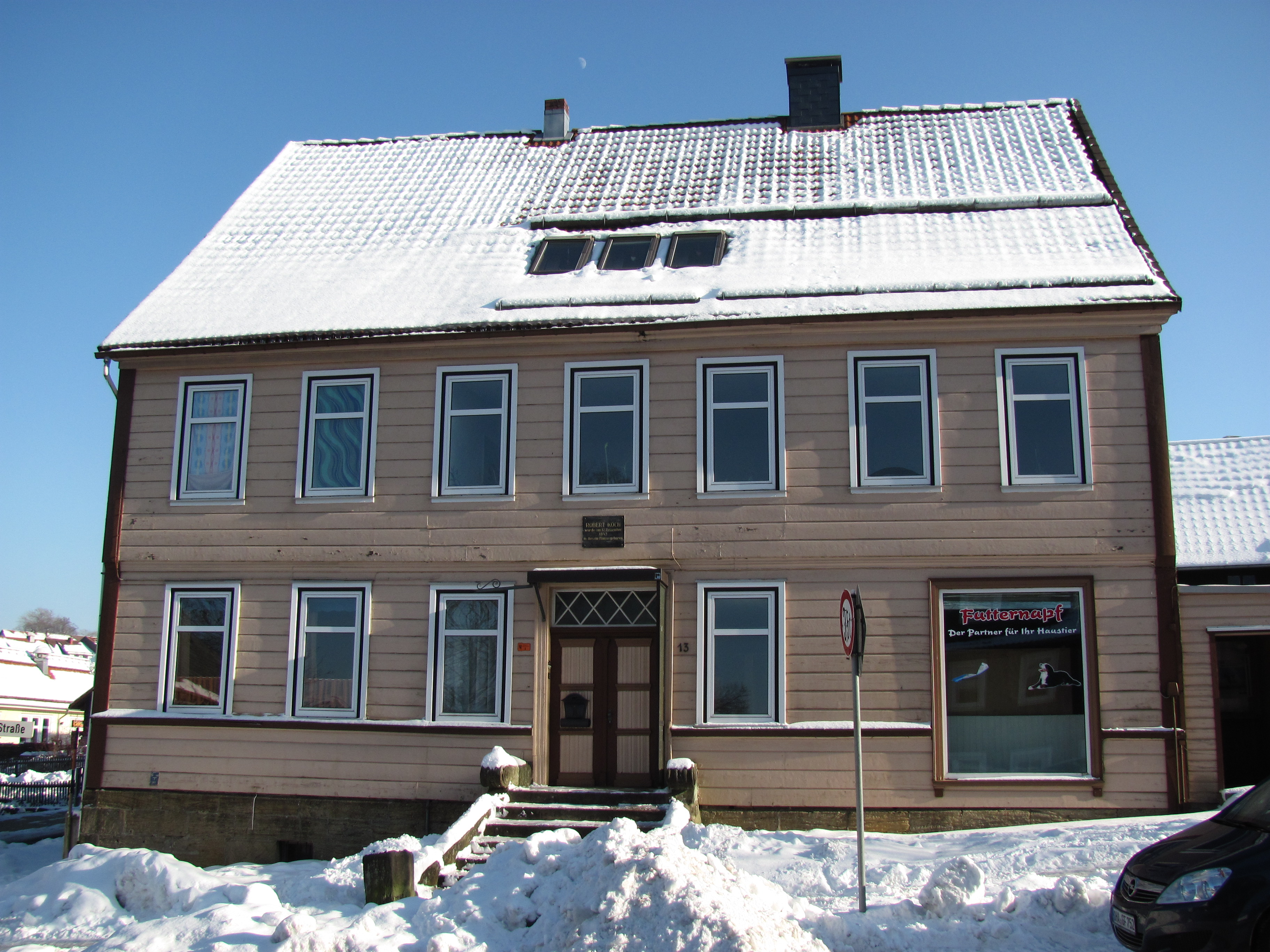
La maison natale de Robert Koch.

- Georg Philipp Telemann (1681–1767), compositeur
- Le poète et homme de théâtre Johann Friedrich Löwen est né à Clausthal en 1727.
- Robert Koch (1843–1910), microbiologiste
- Otto Erich Hartleben (1864–1905), poète et dramaturge
- Dietrich Grönemeyer (né en 1952), médecin
- Johann Friedrich Ludwig Hausmann (1782–1859), minéralogiste
- Wilhelm Albert (1787–1846), Intendant des Mines et inventeur du câble en acier
- Friedrich Adolph Roemer (1809–1869), géologue
- Arnold Sommerfeld (1868–1951), physicien